# بعورته
بعورته هي قرية لبنانية من قرى قضاء عاليه في محافظة جبل لبنان.